# Portret doktora Gacheta
Portret doktora Gacheta (hol. Portret van dokter Gachet, ang. Portrait of Doctor Gachet) – obraz Vincenta van Gogha namalowany w 2 wersjach w czerwcu 1890 podczas pobytu artysty w miejscowości Auvers-sur-Oise. 
Nr kat.: F 753, JH 2007.
Portret doktora Gacheta (wersja I) to najdroższy obraz van Gogha i jeden z najdroższych obrazów świata. 15 maja 1990 na aukcji Christie's został sprzedany za sumę 82,5 mln dolarów (wliczając prowizję), stając się najdroższym wówczas obrazem świata (kupcem był japoński kolekcjoner Ryoei Saito). Obraz w przeliczeniu na wartość dolara z 2008 byłby wart ponad 136 mln dolarów.
Japoński kolekcjoner zmarł w 1996 i od tamtej pory nie wiadomo, jakie są dalsze losy obrazu.

## Historia
W 1872 w Auvers-sur-Oise osiedlił się doktor Paul Gachet, lekarz, specjalista od chorób serca, miłośnik malarstwa i przyjaciel wielu malarzy-impresjonistów. Jako lekarz zajmował się również zaburzeniami psychicznymi (napisał rozprawę nt. melancholii).
Do zawarcia znajomości doktora Gacheta z van Goghiem doszło dzięki Pissarrowi, gdy ten dowiedział się na jesieni 1888, że Theo van Gogh poszukuje pod Paryżem lekarza i odpowiedniego mieszkania dla brata Vincenta, który przebywał w szpitalu w Saint-Remy po ataku szału, jaki miał w Arles (odciął sobie wówczas ucho). Van Gogh przyjechał do Auvers 20 maja 1890 i nawiązał kontakt z lekarzem. Doktor Gachet, specjalista chorób serca (wskazuje na to symbolicznie umieszczony na portrecie kwiat naparstnicy, z której wytwarza się lek na choroby serca) sprawował nie tylko opiekę medyczną nad van Goghiem, gdy ten przebywał w Auvers-sur-Oise, ale został również jego bliskim przyjacielem. Już 25 maja (według świadectwa syna Gacheta) van Gogh namalował pierwszy portret lekarza, kilka dni później sporządził jego portret w akwaforcie, a potem drugi olejny portret. Gachet oprócz opieki medycznej pomógł też van Goghowi znaleźć w Auvers-sur-Oise mieszkanie. 
Ponieważ Gachet sam był malarzem, zrodziły się w związku z tym podejrzenia, że II wersja portretu wyszła spod jego pędzla, wiadomo bowiem, że doktor malował kopie obrazów impresjonistów, m.in. van Gogha, Cézanne'a, Renoira i Moneta. 
Do rozstrzygnięcia tych wątpliwości brakuje analizy radiograficznej dwóch portretów dr. Gacheta namalowanych przez van Gogha. Pierwsza wersja, zwana „portretem z książkami”, nie budzi zastrzeżeń specjalistów. Wątpliwości powstają wobec wersji drugiej, na której dr Gachet trzyma w ręku naparstnicę. Zdaniem najwybitniejszego specjalisty od van Gogha, Jana Hulskera, jakość „portretu z naparstnicą” jest gorsza niż pierwszej. W dodatku o ile sam van Gogh w swej korespondencji wiele razy wspomina o „portrecie z książkami”, to nie czyni najmniejszej wzmianki o wersji „z naparstnicą”. Rozstrzygnięcie sporu jest na razie niemożliwe, ponieważ pierwsza wersja obrazu zniknęła w tajemniczych okolicznościach po śmierci będącego w jej posiadaniu japońskiego kolekcjonera Ryoei Saito.

## Opis
Van Gogh w liście do brata tak opisywał malowany przez siebie obraz:
„Pracuję właśnie nad jego portretem: głowa w białej czapce, [włosy] jasny blond, ręka również o jasnym, cielistym odcieniu, niebieska marynarka, tło w kolorze kobaltowego błękitu, [Gachet] opiera się na czerwonym stole, na którym leży żółta książka oraz naparstnica z purpurowymi kwiatami.”

## Analiza
Obraz jest niezaprzeczalnie arcydziełem w sztuce portretowej van Gogha, na którym ekscentryczny lekarz wywarł wielkie wrażenie. Na twarzy portretowanego doktora maluje się melancholia, smutek i rezygnacja. Taki sam nastrój zdradza jego pochylona do przodu sylwetka. Do tej atmosfery dopasowane są wszystkie zastosowane linie i kolory, przydając obrazowi oryginalnej spójności. Tymi samymi pociągnięciami pędzla przedstawione zostało tło oraz sylwetka doktora na pierwszym planie. Ciemnoniebieska marynarka kontrastuje z bladością jego twarzy. Smutne spojrzenie jasnobłękitnych oczu jest skierowane w dal, w nieokreślonym kierunku. Na obrazie dominuje kolor niebieski, mieniąc się różnymi odcieniami: jasny błękit nieba, tworzącego tło obrazu, ciemnieje partiami w miarę przechodzenia od góry do dołu, by przybrać najciemniejszy odcień na marynarce doktora; pojawia się również w źrenicach jego oczu i na kwiatach. 
Gachet był zachwycony powstałym dziełem i poprosił van Gogha o sporządzenie dalszych wersji obrazu. Sam van Gogh był z kolei usatysfakcjonowany wyrazami uznania od kogoś, kto rzeczywiście rozumiał jego sztukę.
Jednak przyjacielskie stosunki między nimi wkrótce się zepsuły. W jednym z listów van Gogh skarżył się bratu:
„Wydaje mi się, że on jest bardziej chory niż ja, no, powiedzmy, tak samo chory. Jeżeli ślepy prowadzi ślepego, obaj w końcu wpadną do rowu, czyż nie tak?”
Zerwanie z doktorem Gachetem spowodowało, że van Gogh całkowicie pogrążył się w izolacji. Odtąd już tylko praca podtrzymywała go przy życiu.

## Dzieje obrazu
Obraz nabył w latach 1890-1891 Theo van Gogh. Po jego śmierci 25 stycznia 1891 do 1897 obraz nadal znajdował się w rodzinie. W 1897 wdowa po Theo van Goghu, Johanna van Gogh Bonger sprzedała obraz za 300 franków prywatnemu kolekcjonerowi w Kopenhadze. W 1904 obraz znalazł się w posiadaniu niemieckiego marszanda Paula Cassirera. W 1911 obraz zakupiła miejska galeria Städel z Frankfurtu nad Menem. Znajdował się on w jej zbiorach do 1933, kiedy został ukryty w obawie przed nazistami. W 1937 Ministerstwo Propagandy Rzeszy (niem. Reichsministerium für Volksaufklärung und Propaganda) odkryło obraz i w ramach walki ze sztuką zdegenerowaną skonfiskowało go i pospiesznie sprzedało pewnemu marszandowi w Amsterdamie. Ten z kolei sprzedał obraz kolekcjonerowi Siegfriedowi Kramarsky’emu, który zabrał dzieło ze sobą do Nowego Jorku. Tam było ono często wypożyczane Nowojorskiemu Muzeum Metropolitalnemu.
15 maja 1990 rodzina Kramarsky'ego wystawiła obraz na sprzedaż w nowojorskim oddziale domu aukcyjnego Christie's. Tam zainteresował się nim japoński kolekcjoner Ryoei Saito i zakupił go płacąc 82,5 mln dolarów, co było wówczas światowym rekordem w handlu dziełami sztuki. Saito wkrótce wywołał skandal ogłaszając, iż chciałby, aby po jego śmierci obraz spalono. Zmarł on w 1996 i od tamtej chwili dalsze losy obrazu nie są znane.
W 2007 pojawiły się doniesienia, iż obraz został sprzedany 10 lat wcześniej inwestorowi austriackiego pochodzenia Wolfgangowi Flöttlowi. Ten z kolei miał dzieło odsprzedać pewnemu anonimowemu nabywcy.
Druga wersja obrazu Portret doktora Gacheta znajduje się w zbiorach Musée d’Orsay w Paryżu (Nr kat.: F 754, JH 2014).

## Akwaforta „Portret doktora Gacheta: mężczyzna z fajką”
Van Gogh, wprowadzony w tajniki akwaforty przez Gacheta, wykonał w maju 1890 w tej technice jego portret. Obaj dyskutowali na stworzeniem cyklu tematycznego poświęconego południowej Francji, ale pomysłu tego nie udało się zrealizować. Jedyną akwafortą w dorobku van Gogha pozostał więc Portret doktora Gacheta, znany także jako Mężczyzna z fajką (fr. „L'homme à la pipe”). Brat Theo po otrzymaniu odbitki od Vincenta nazwał ją „akwafortą prawdziwego malarza”. Żadnej wykwintności w wykonawstwie, tylko rysunek w metalu. Doktor Gachet został tu przedstawiony w innej pozie, niż na obrazie znajdującym się w Musée d’Orsay.
Oryginalna płyta miedziana z wytrawionym rysunkiem o wymiarach 18,3 x 15,1 cm przechowywana jest w Luwrze w dziale Sztuk Graficznych. Na świecie istnieje 61 odbitek na papierze (w tym 9 w Muzeum Vincenta van Gogha). Na odbitce nr 46, znajdującej się w zbiorach National Gallery of Canada w Ottawie, na dolnej krawędzi widnieje pieczęć syna doktora Gacheta, Paula Gacheta Jr..